# Algodoneros de Guasave
Uniformes
Algodoneros de Guasave est un club mexicain de baseball, évoluant en Ligue mexicaine du Pacifique. Fondé en 1965, le club basé à Guasave, une municipalité de l'État de Sinaloa, dispute ses matchs à domicile au Kuroda Park. Ce stade, dont la capacité est de 8 200 places, a été inauguré le 7 octobre 1970.
Le club a remporté une seule fois le titre de champion de la Ligue mexicaine du Pacifique, lors de la saison 1971-1972.

## Palmarès
- Champion de la Ligue mexicaine du Pacifique : 1972.